# Wahlkreis Leipzig 6
Der Wahlkreis Leipzig 6 ist der Wahlkreis Nr. 30 bei den Wahlen zum Sächsischen Landtag. Er ist einer von acht Leipziger Wahlkreisen und umfasst die Ortsteile Schleußig, Plagwitz, Lindenau, Altlindenau, Neulindenau und Leutzsch.

## Wahl 2024
Für die Landtagswahl in Sachsen 2024 wurden die Leipziger Wahlkreise neu zugeschnitten. Der neue Wahlkreis Leipzig 6 setzt sich nun aus Teilen des bisherigen Wahlkreises Leipzig 4 zusammen, während der bisherige Wahlkreis Leipzig 6 auf die neuen Wahlkreise Leipzig 3 und Leipzig 7 aufgeteilt wurde.
Vorläufiges Ergebnis der Landtagswahl 2024 im Wahlkreis Leipzig 6:
| Direktkandidat      | Partei              | Erststimmen in % | Zweitstimmen in % |
| ------------------- | ------------------- | ---------------- | ----------------- |
| Marcus Mündlein     | CDU                 | 17,3             | 19,7              |
| Kai Günther         | AfD                 | 13,0             | 12,4              |
| Marco Böhme         | Die Linke           | 22,7             | 20,6              |
| Claudia Maicher     | GRÜNE               | 29,2             | 19,5              |
| Benjamin Schulz     | SPD                 | 07,3             | 12,7              |
| Juliane Steinmüller | FDP                 | 01,2             | 00,9              |
| Anke Görgner        | Freie Wähler        | 02,7             | 01,1              |
| –                   | Die Partei          | –                | 01,9              |
| –                   | Piraten             | –                | 00,4              |
| –                   | ÖDP                 | –                | 00,1              |
| –                   | BüSo                |                  | 00,0              |
| –                   | Tierschutz hier!    | –                | 01,0              |
| –                   | dieBasis            | –                | 00,2              |
| –                   | Bündnis C           | –                | 00,1              |
| –                   | Bündnis Deutschland | –                | 00,2              |
| Danilo Streller     | BSW                 | 06,6             | 08,4              |
| –                   | Freie Sachsen       | –                | 00,6              |
| –                   | V-Partei3           | –                | 00,2              |
| –                   | WU                  | –                | 00,1              |

## Wahl 2019
Bis zur Landtagswahl 2019 umfasste der Wahlkreis Leipzig 6 die Ortsteile Gohlis-Süd, Gohlis-Mitte, Gohlis-Nord, Eutritzsch, Möckern, Wahren und Lindenthal.
| Direktkandidat     | Partei               | Erststimmen in % | Zweitstimmen in % |
| ------------------ | -------------------- | ---------------- | ----------------- |
| Wolf-Dietrich Rost | CDU                  | 27,1             | 27,8              |
| Marco Götze        | Die Linke            | 16,7             | 11,9              |
| Holger Mann        | SPD                  | 11,8             | 10,2              |
| Tobias Keller      | AfD                  | 19,7             | 19,0              |
| Johannes Spenn     | GRÜNE                | 14,6             | 16,2              |
| –                  | NPD                  | –                | 00,3              |
| Kristin Franke     | FDP                  | 05,2             | 04,7              |
| Thomas Weidinger   | Freie Wähler         | 04,6             | 02,9              |
| –                  | Tierschutz           | –                | 02,0              |
| –                  | Piraten              | –                | 00,4              |
| –                  | Die PARTEI           | –                | 02,7              |
| Madeleine Fellauer | BüSo                 | 00,4             | 00,1              |
| –                  | ADPM                 | –                | 00,1              |
| –                  | Blaue Partei         | –                | 00,3              |
| –                  | KPD                  | –                | 00,1              |
| –                  | ÖDP                  | –                | 00,3              |
| –                  | Die Humanisten       | –                | 00,3              |
| –                  | PDV                  | –                | 0 0,1             |
| –                  | Gesundheitsforschung | –                | 00,5              |

## Wahl 2014
Zur Sächsischen Landtagswahl am 31. August 2014 gab es Veränderungen bei den Landtagswahlkreisen. Seitdem trägt der Wahlkreis Leipzig 3 die Wahlkreisnummer 32.
| Amtliches Endergebnis der Landtagswahl am 31. August 2014 in Sachsen im Wahlkreis 032 Leipzig 6 (Ergebnisse in Prozent) |

| Direktkandidat     | Partei          | Erststimmen in % | Zweitstimmen in % |
| ------------------ | --------------- | ---------------- | ----------------- |
| Wolf-Dietrich Rost | CDU             | 30,2             | 32,3              |
| Cornelia Falken    | Die Linke       | 21,5             | 19,4              |
| Holger Mann        | SPD             | 19,7             | 16,8              |
| Peter Gebauer      | FDP             | 03,0             | 03,4              |
| Michael Weichert   | GRÜNE           | 10,3             | 10,1              |
| Matthias Koch      | NPD             | 03,3             | 03,9              |
| –                  | Tierschutz      | 0,–              | 01,5              |
| Peter Münch        | Piraten         | 01,8             | 01,6              |
| Christian Wemme    | BüSo            | 00,4             | 00,3              |
| –                  | DSU             | 0,–              | 00,1              |
| Dirk Ehrenberg     | AfD             | 08,3             | 08,5              |
| –                  | Pro Deutschland | 0,–              | 00,2              |
| Annett Baar        | Freie Sachsen   | 01,5             | 01,1              |
| –                  | Die Partei      | 0,–              | 00,7              |

## Wahl 2009
Der Wahlkreis Leipzig 6 (Wahlkreis 30) ist ein Landtagswahlkreis in Sachsen. Er ist einer der sieben Leipziger Landtagswahlkreise und umfasst vom Stadtbezirk Nord die Ortsteile Gohlis-Süd, -Mitte und -Nord und Eutritzsch, vom Stadtbezirk Nordost die Ortsteile Mockau-Nord und -Süd sowie vom Stadtbezirk Nordwest den Ortsteil Möckern. Bei der letzten Landtagswahl (im Jahr 2009) waren 61.927 Einwohner wahlberechtigt.
| Amtliches Endergebnis der Landtagswahl am 30. August 2009 in Sachsen im Wahlkreis 030 Leipzig 6 (Ergebnisse in Prozent) |

| Direktkandidat     | Partei          | Erststimmen in % | Zweitstimmen in % |
| ------------------ | --------------- | ---------------- | ----------------- |
| Wolf-Dietrich Rost | CDU             | 31,4             | 32,3              |
| Cornelia Falken    | Die Linke       | 25,0             | 22,7              |
| Holger Mann        | SPD             | 17,5             | 15,0              |
| Nils Larisch       | NPD             | 04,0             | 03,9              |
| Isabel Siebert     | FDP             | 08,9             | 08,8              |
| Michael Weichert   | GRÜNE           | 13,2             | 10,4              |
| –                  | Tierschutz      | 0,–              | 02,3              |
| –                  | PBC             | 0,–              | 00,2              |
| –                  | BüSo            | 0,–              | 00,2              |
| –                  | DSU             | 0,–              | 00,1              |
| –                  | REP             | 0,–              | 00,1              |
| –                  | Freie Sachsen   | 0,–              | 01,1              |
| –                  | FP Deutschlands | 0,–              | 00,1              |
| –                  | Humanwirtschaft | 0,–              | 00,1              |
| –                  | Piraten         | 0,–              | 02,4              |
| –                  | SVP             | 0,–              | 00,1              |

## Wahl 2004
Die Landtagswahl 2004 hatte folgendes Ergebnis:
| Direktkandidat     | Partei     | Erststimmen in % | Zweitstimmen in % |
| ------------------ | ---------- | ---------------- | ----------------- |
| Uwe Albrecht       | CDU        | 31,6             | 33,9              |
| Cornelia Falken    | PDS        | 27,1             | 25,1              |
| Hans-Dieter Becker | SPD        | 18,8             | 17,5              |
| Michael Weichert   | GRÜNE      | 09,9             | 08,4              |
| Bernd Schleinitz   | NPD        | 05,6             | 05,6              |
| Wolfgang Lingk     | FDP        | 05,4             | 04,5              |
| –                  | DSU        | –                | 00,3              |
| –                  | PBC        | –                | 00,3              |
| –                  | GRAUE      | –                | 01,3              |
| –                  | BüSo       | –                | 00,5              |
| –                  | AUFBRUCH   | –                | 00,5              |
| –                  | DGG        | –                | 00,3              |
| –                  | Tierschutz | –                | 01,9              |
| Manfred Butter     | PLB        | 01,6             | –                 |